# Ceratobracon stschegolevi
Ceratobracon stschegolevi är en stekelart som först beskrevs av Telenga 1933.  Ceratobracon stschegolevi ingår i släktet Ceratobracon och familjen bracksteklar. Utöver nominatformen finns också underarten C. s. rufiventris.